# Битва при Пьяве (1918)

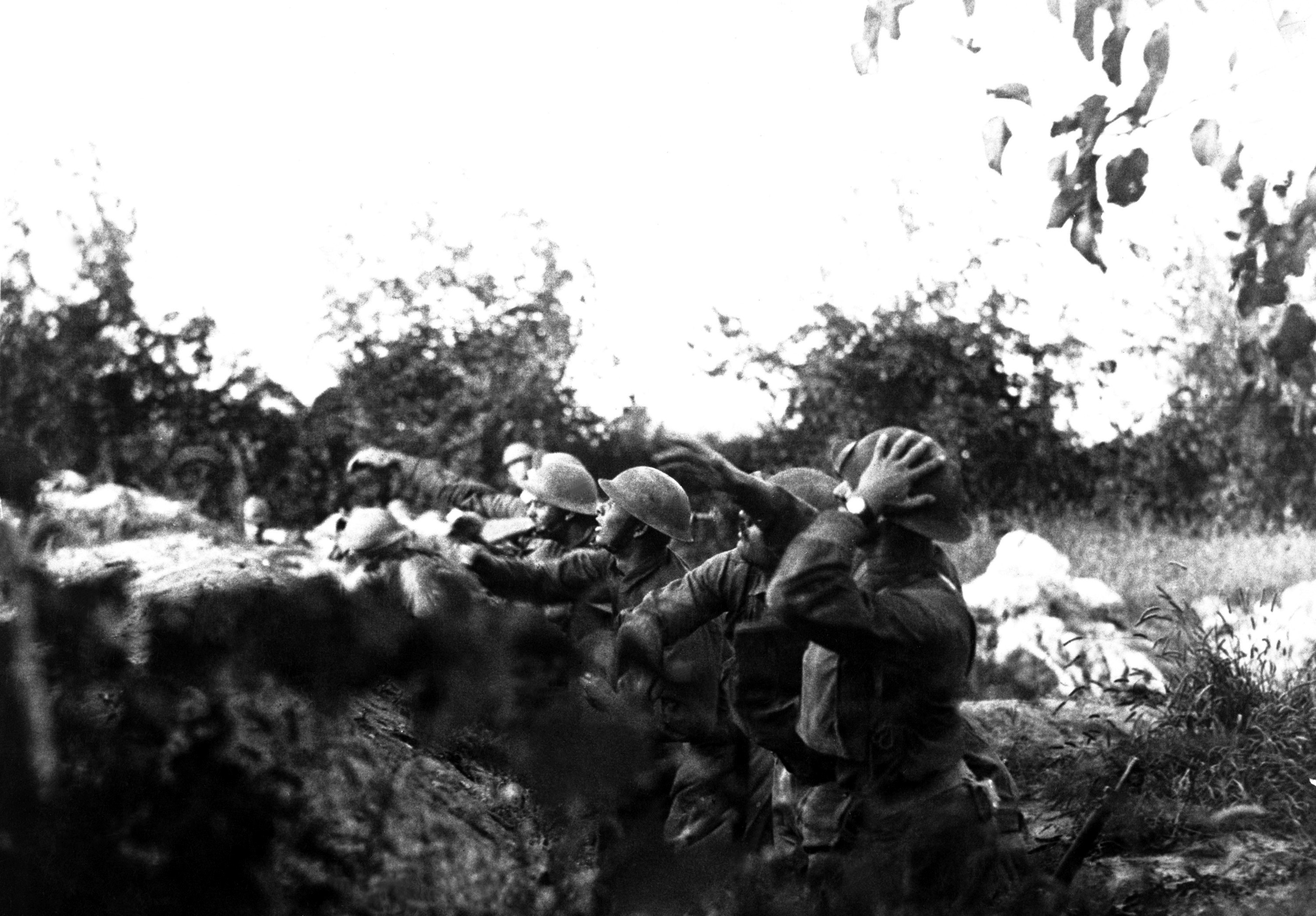
Американские солдаты в битве при Пьяве

Вторая битва при Пьяве (итал. seconda battaglia del Piave) также известная как "Битва солнцестояния" (итал. La battaglia del solstizio) — сражение между итальянскими и австро-венгерскими войсками, шедшее 15—23 июня 1918 года во время Первой мировой войны у реки Пьяве.

## Предыстория
Весной 1918 года германские войска начали решительное наступление во Фландрии и Пикардии (Западный фронт). Чтобы сковать как можно больше войск Антанты на Итальянском фронте, Германия потребовала от своего союзника Австро-Венгрии провести крупное наступление у реки Пьяве.  Чтобы оказать помощь союзнику, немецкое командование послало в Австро-Венгрию инструкторов, которые должны были обучить союзные войска новой на тот момент тактике просачивания.
Австро-венгерское командование согласилось провести наступление и было уверено в его успехе, однако итальянской разведке стали известны планы противника.
После катастрофического поражения итальянских войск в сражении при Капоретто суровый, но неэффективный маршал Луиджи Кадорна, не признававший своих ошибок и обвинявший в неудаче подчиненные ему войска, называя их трусами, был снят с должности главнокомандующего (чего требовали и союзники). Новым главнокомандующим был назначен Армандо Диас. 
Анализируя причины неудачи при Капоретто, новый итальянский главнокомандующий и его штаб пришли к выводу, что основной причиной поражения стали слишком жесткая система обороны, привязанная к удержанию сплошной линии окопов, слишком большая централизация командования и отсутствие эшелонированной обороны. Кроме того, расположение большого количества пехоты на первой линии обороны приводило к тяжелым потерям от огня вражеской артиллерии и затрудняло командование. Ввиду этого генерал Диас коренным образом перестроил всю систему командования и обороны итальянских войск. Отныне итальянская оборона стала более гибкой и опиралась не на сплошную линию окопов, а на эшелонированную систему опорных пунктов. Командование ими было в значительной мере децентрализовано: командирам даже небольших подразделений было предоставлено право самостоятельно вызывать огонь поддерживающей артиллерии, отдавать приказ о контратаке. Более того, им было дано право при необходимости даже отступать с занимаемых позиций на следующую оборонительную линию позади оставленной. Первые линии итальянских окопов теперь занимали не многочисленные части, как это было при Кадорне, а подразделения небольшой численности, что уменьшало потери от огня вражеской артиллерии при артподготовке.
Для отражения возможных прорывов противника Диас создал крупный резерв в составе 13 дивизий, а для обеспечения их мобильности в ходе контрудара было выделено 6 000 грузовиков.

## Ход сражения
13 июня австро-венгры предприняли отвлекающую атаку на перевал Тонале на севере Италии, чтобы итальянцы не могли заподозрить, что они готовят наступление на Пьяве. Однако первоначальные успехи не были использованы из-за эффективных итальянских контрмер. Благодаря сообщениям перебежчиков и перехвату станции подслушивания генерал Диас узнал точное время австро-венгерской атаки, намеченной на 3.00 утра 15 июня. Поэтому по его приказу итальянская артиллерия в 2:30 открыла огонь по всему фронту по переполненным солдатами передовым вражеским траншеям, нанеся противнику тяжелые потери.   
Несмотря на это, после мощной артиллерийской подготовки австрийцы все же перешли в наступление и на некоторых участках фронта добились успеха. Однако итальянцы, в отличие от сражения под Капоретто, сопротивлялись очень упорно. Все же австро-венгерским войскам удалось захватить несколько плацдармов на южном берегу, однако расширить их они не смогли. Скученность австрийских войск на ограниченных размеров плацдармах, подвергавшихся мощному артобстрелу, приводила к большим потерям. Они также испытывали затруднения со снабжением из-за обстрела вражеской артиллерией и авиацией переправ через реку. К тому же в ночь на 18 июня в горах прошли сильные дожди, что привело к внезапному паводку на Пьяве, разрушившему многие переправы, уже наведенные австрийцами и венграми. Всё это, а также контратаки итальянцев в последующие дни локализовали австрийские успехи на Пьяве.
Из-за понесенных тяжелых потерь австрийский император Карл, лично принявший командование операцией, 20 июня приказал прекратить наступление. 
23 июня австрийское командование отдало приказ отойти на прежние позиции. Наступление австро-венгерских войск оказалось безрезультатным.

## Результаты

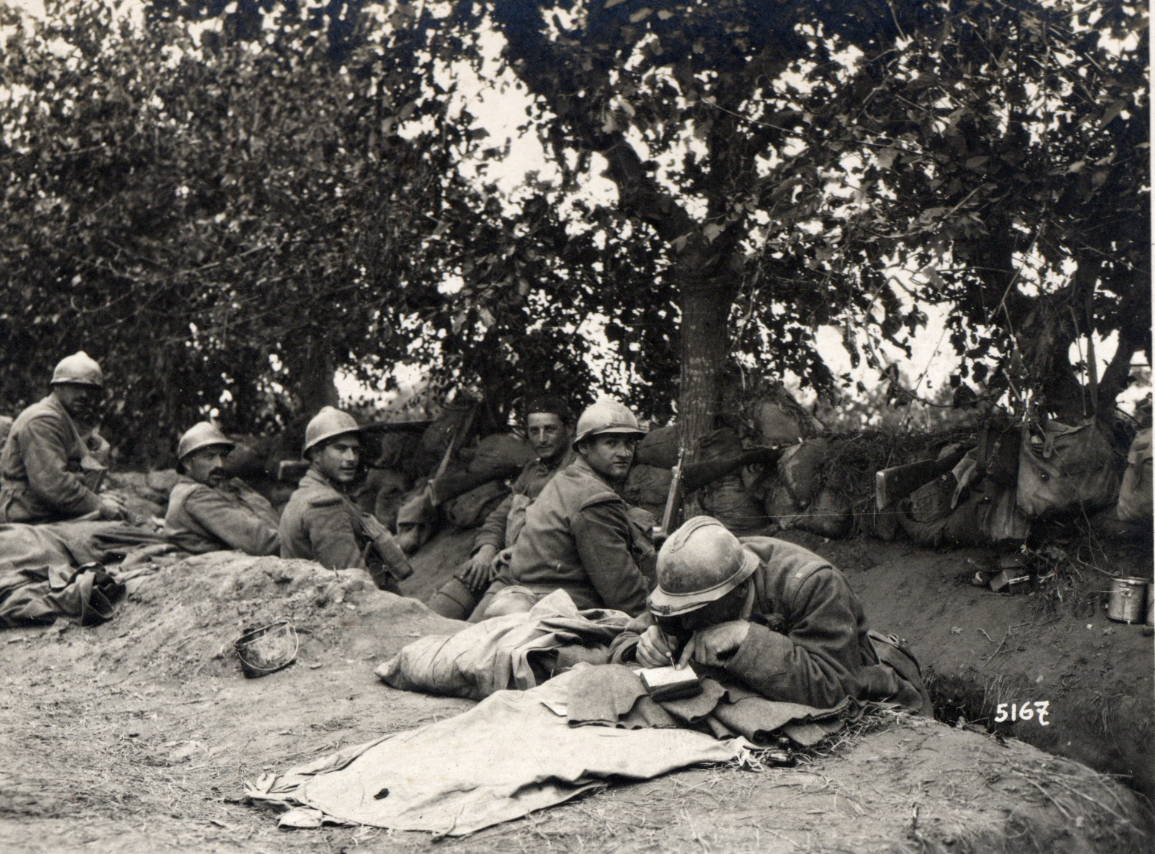
Итальянские войска в конце сражения при Пьяве

После отражения наступления Австро-Венгрии союзники, в особенности главнокомандующий союзными войсками генерал Фердинанд Фош, оказали давление на Диаса с тем, чтобы он продолжил наступление и попытался прорвать оборону Австро-Венгрии и одержать решающую победу над Империей. Однако итальянский главнокомандующий указал, что немедленное наступление не имеет шансов на успех, поскольку итальянские войска в то время были слишком разбросаны и перемешаны, чтобы их можно было эффективно скоординировать в решающем нападении. Более того, как только итальянская армия переправится через реку, ей придется столкнуться с теми же логистическими проблемами, которые помешали австрийцам добиться успеха. Поэтому итальянские войска в последующие дни вели лишь ограниченные операции по захвату лучших стартовых позиций для решающего наступления.
С другой стороны, битва на реке Пьяве стала последним крупным военным наступлением Австро-Венгрии. Эта операция, явно неудачная, нанесла сильный удар по моральному духу и сплоченности императорской армии и имела серьезные политические последствия для всей истощенной войной Австро-Венгрии. Битва ознаменовала начало конца австро-венгерской армии как эффективной боевой силы и предшествовала внутриполитическому краху многонациональной Австро-Венгерской империи, который завершился в битве при Витторио-Венето четыре месяца спустя. Австро-венгерская армия оказывала упорное сопротивление в течение четырех дней с 24 по 28 октября во время наступления союзников, но рухнула, когда до войск дошла весть о распаде империи, поскольку с этого момента им было уже не за что сражаться.

Битва на реке Пьяве также нанесла серьезный удар по стратегии Германской империи, которая хотела вывести Италию из войны и принудить её к сепаратному миру с тем, чтобы, используя итальянские ресурсы в богатой долине По, сосредоточить все силы на западном фронте, чтобы окончательно одолеть силы союзников. Немецкий главнокомандующий Людендорф писал: 
Эта неудача была чрезвычайно болезненной. Я больше не мог надеяться, что помощь на Западном фронте будет обеспечена в самой Италии.

## «Кайманы Пиаве»
Во время битвы прозвище «Кайманы Пьяве» (итал. Caimani del Piave) заслужили бойцы ударных частей ардити за свою храбрость, граничащую с безумием. Так, штурмовые пловцы (Arditi nuotatori) капитана Ремо Понтекорво Баччи только в одну из вылазок потеряли 50 из 82 человек.

## В массовой культуре
В 1951 году в Италии был снят художественный фильм «Il caimano del Piave» («Кайман Пьяве»), одной из сюжетных линий которого являются эти события.
В фильме «Зови меня своим именем», снятом в 2017 году. В одной из сцен главные герои обсуждают сражение, находясь у памятника установленного в память об этой битве. Упоминается, что это одна из самых крупных битв за всю Первую Мировую войну.